# Wikkeldraadbekercultuur

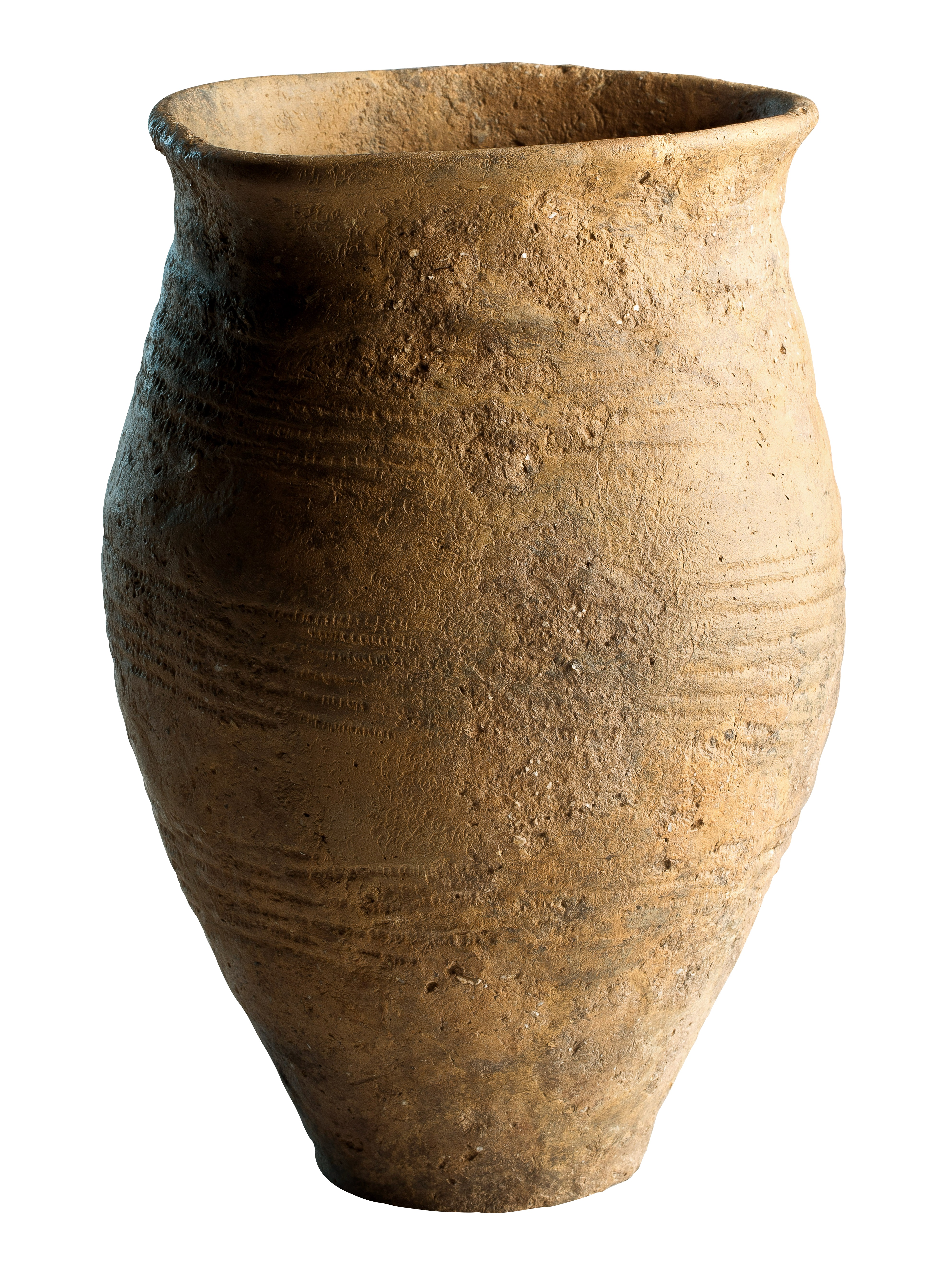
Wikkeldraadbeker, 2000 tot 1750 v.Chr., vindplaats Neerharen-Rekem (Gallo-Romeins Museum, Tongeren)

De wikkeldraadbekercultuur of wikkeldraadcultuur (WKD) is een archeologische cultuur van de vroege Bronstijd (±2100 v.Chr - 1800 v.Chr.) in Nederland en Noordwest-Duitsland (Westfalen). De cultuur is vernoemd naar de wikkeldraadbeker of wikkeldraadpot. 
De cultuur volgt op de klokbekercultuur uit de Kopertijd. Klokbekers en wikkeldraadbekers worden regelmatig op dezelfde locatie gevonden. Daarom wordt de wikkeldraadbekercultuur ook wel als laatste fase van de klokbekercultuur beschouwd.
Het met gebroken kwarts of graniet verschraalde aardewerk bestaat uit kleine bekers en grote potten met een s-vormig profiel en korte hals, soms voorzien van een oor. Het werd gedecoreerd met behulp van een stokje of koord waaromheen een draad gewikkeld was. Hiermee ontstond een op prikkeldraad gelijkend patroon. In het Duits spreekt men dan ook wel van Stacheldrahtkeramik; in het Engels van barbed wire ceramics. Daarnaast komen er gaatjes onder de rand (mogelijk voor een afsluiting), nagelindrukken, groeflijnen en vele andere vormen van decoratie voor.
In tegenstelling tot de oost-west gerichte graven van de klokbekercultuur werden de lichamen nu noord-zuid begraven. Mogelijk heeft men hier te maken met een nieuw bevolkingselement dat in sommige opzichten zoals de op veeteelt gebaseerde economie gelijkenissen vertoont met de oudere standvoetbekercultuur.
De wikkeldraadbekercultuur is de eerste bronstijdcultuur in Nederland en Westfalen, de aanwezigheid van wikkeldraadpotten op een locatie wordt dan ook gezien als teken van het begin van de bronstijd. Omdat de grondstoffen voor de bronsindustrie ingevoerd moesten worden en Nederland buiten de toenmalige belangrijke handelsroutes lag was het een achtergebleven gebied. Toch was er met name in het noorden een bescheiden eigen bronsindustrie die Ierse invloeden vertoonde. 
In het zuiden van Nederland wordt de cultuur opgevolgd door de Hilversumcultuur, welke een grote invloed uit Noord-Frankrijk en Zuid-Engeland vertoont. In het noorden handhaafde de cultuur zich iets langer en ging daarna over in de Elpcultuur.